# La Maddalena
La Maddalena es un municipio de la Provincia de Sassari, en la isla italiana del mismo nombre, al norte de Cerdeña. El municipio tiene una población de 11.478 habitantes y comprende una extensión de 49 km², alcanzando una densidad de 232 hab./km². La Maddalena consta de un archipiélago de siete islas principales (Maddalena, Caprera, S. Stefano, Spargi, Budelli, S. Maria y Razzoli) y otros islotes de menor tamaño.

### La isla
La isla de Maddalena cuenta con varias playas, entre ellas Bassa Trinità y Spalmatore. Se caracteriza por un terreno granítico rocoso y cuenta con algunas fortificaciones antiguas. Está conectada por un puente con la cercana isla de Caprera, conocida por ser la última residencia del revolucionario italiano Giuseppe Garibaldi.

## Historia
Fundada por pastores corsos, tiene un dialecto local, llamado isulanu. Es una transición entre corso y galurese, influenciado también por el dialecto genovés.
El puerto de la Maddalena está conectado con Palau, Cerdeña. En la cercana isla de Caprera está la casa de Giuseppe Garibaldi (ahora museo nacional).

### Base militar
La Maddalena es conocida también por la base militar de la OTAN, construida en 1972 por EE. UU. y aprobada sin consentimiento del pueblo sardo, ni del italiano en 1954. En la actualidad se utiliza como base de la OTAN, siendo una de las más grandes de Europa.
También se ha especulado con la posibilidad de desarrollo de armamento nuclear en dicha base. En caso de ser cierto, se estaría violando así, el tratado de no proliferación nuclear firmado por Italia en 1987, aunque esto aún no ha podido ser demostrado.

## Evolución demográfica
| Gráfica de evolución demográfica de La Maddalena entre 1861 y 2001 |
|                                                                    |
| Fuente ISTAT - elaboración gráfica de Wikipedia                    |

## Personas relevantes de la ciudad
- Lia Origoni, cantante y actriz.
- Franco Pinna, fotógrafo.
- Giuseppina Projetto, supercentenaria.
- Valerio Scanu, cantante.
- Antonio Susini, militar